# Raúl Servín Molina
Raúl Servín Molina (10 de octubre de 1990, Ciudad de México, México) es un futbolista mexicano que juega como delantero. Debutó en el Club Universidad Nacional de la Primera División Mexicana el 3 de agosto de 2011 en un Pumas 2-1 Monterrey arrancando de inicio y siendo sustituido a medio tiempo.

## Clubes
| Club          | País   | Año       |
| ------------- | ------ | --------- |
| Pumas UNAM    | México | 2011-2012 |
| Pumas Morelos | México | 2012-2013 |
| Club Celaya   | México | 2013-     |